# Sackhüpfen

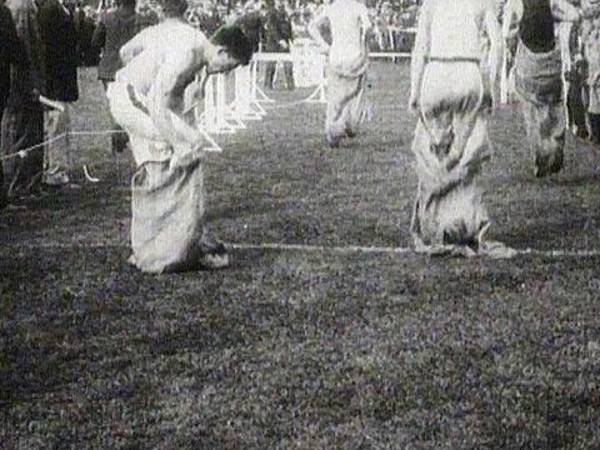
Sackhüpfen 1904 bei der Weltausstellung in St. Louis

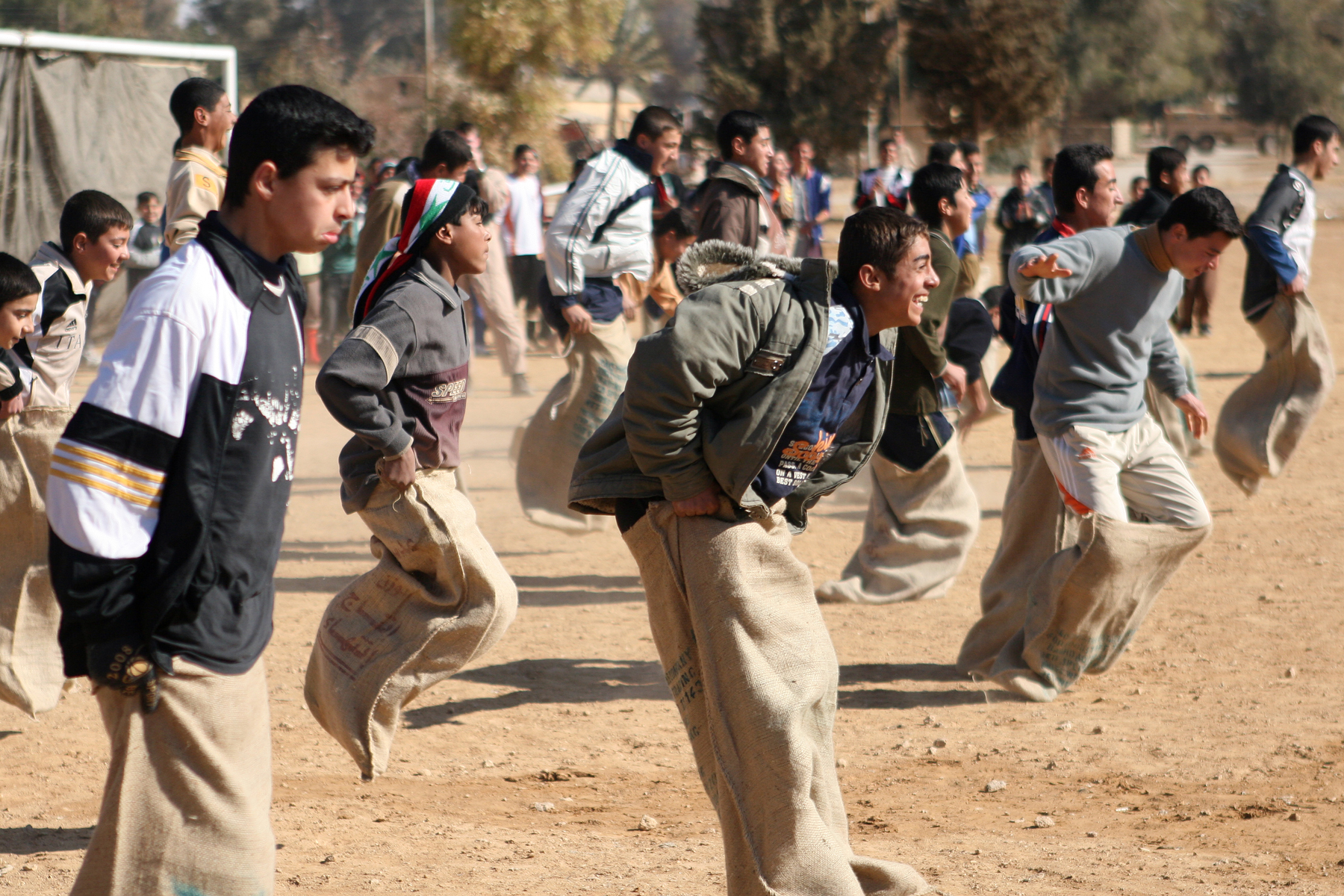
Irakische Kinder beim Sackhüpfen 2008

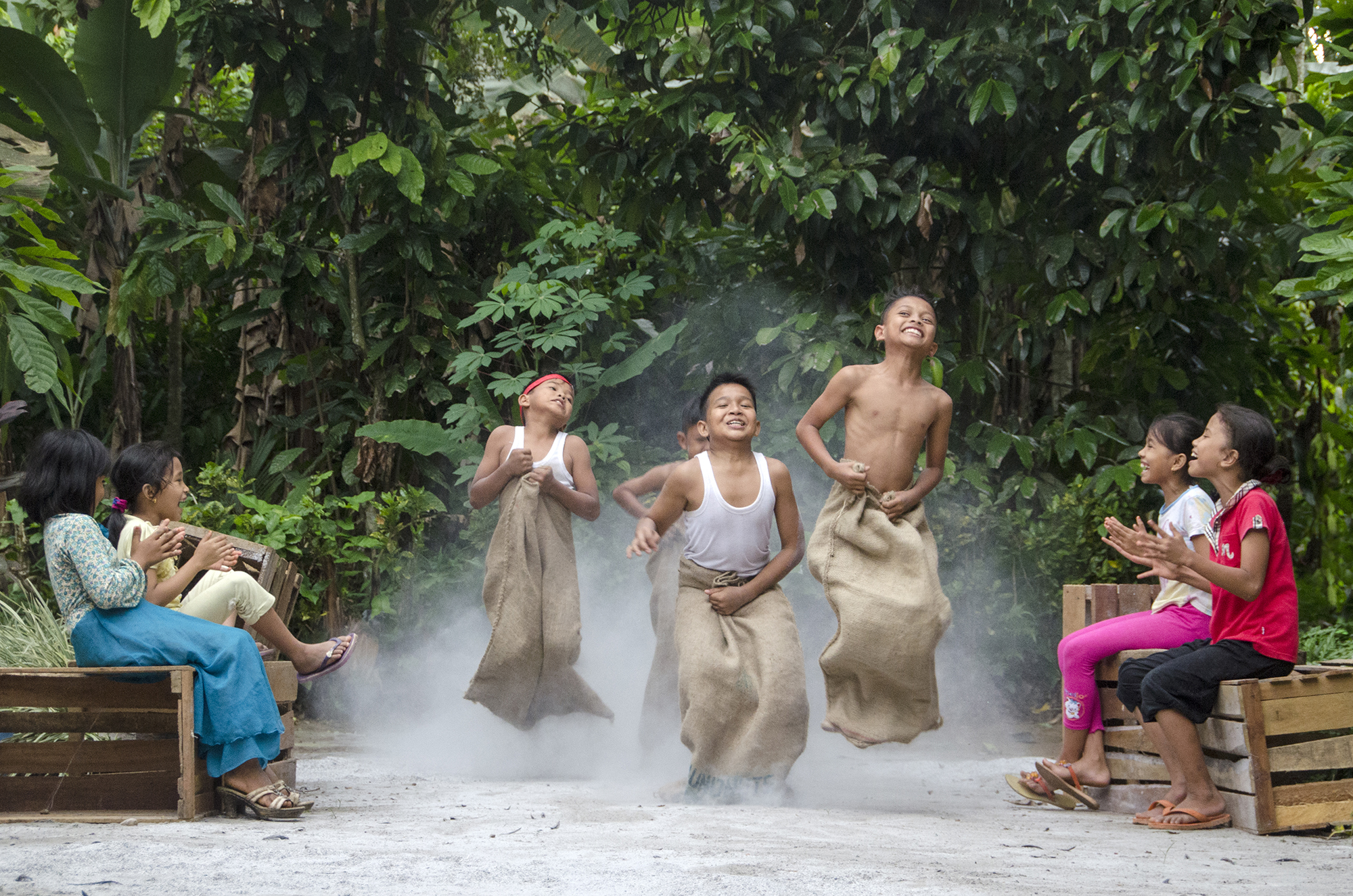
Indonesische Kinder beim Sackhüpfen

Das Sackhüpfen ist ein international bekanntes, populäres Wettlaufspiel, bei dem die Teilnehmer ihre Beine in einen leeren Sack stecken müssen, der ihnen bis kurz vor die Hüften reicht. Das Ziel müssen sie erreichen, indem sie den Sack mit beiden Händen nach oben ziehen und so um die Wette hüpfen. Beliebt ist das Spiel vor allem auf Kinderfesten jeglicher Art.
Sackhüpfen ist heute nur noch als Kinderspiel relevant.
Im Rahmen der Olympischen Spiele 1904 fand auch ein Wettbewerb im Sackhüpfen statt, der aber vom IOC nicht als olympisch gewertet wird.

## Varia
- Die Stadt Dahlen in Sachsen trägt den Beinamen Sackhupperstadt (= Sackhüpferstadt).